# Kevon Looney

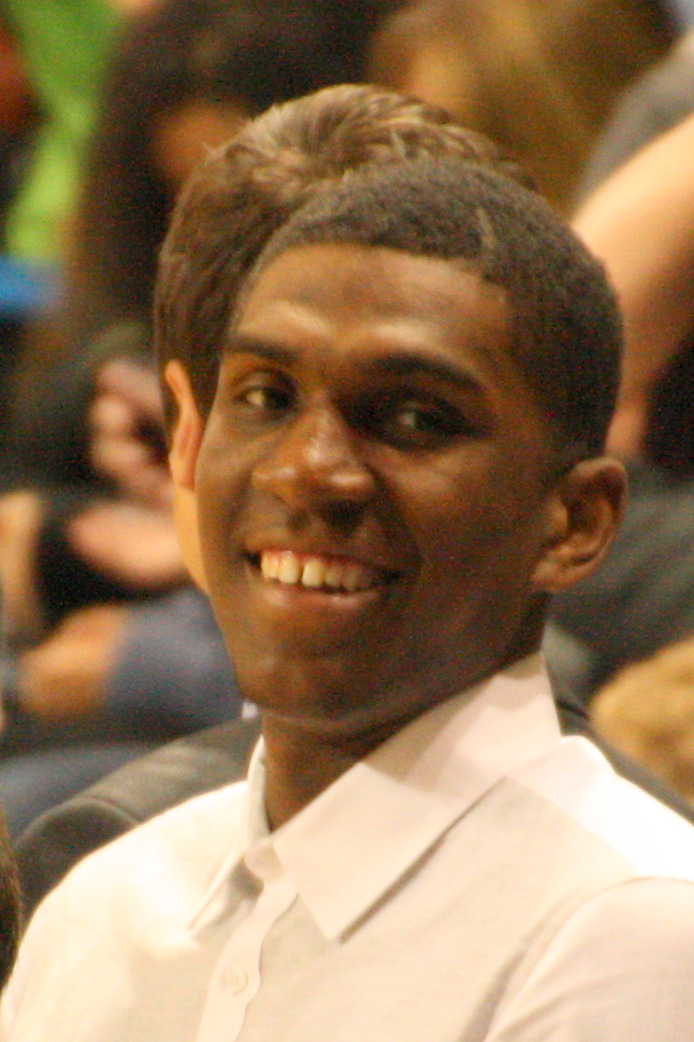
Kevon Looney, 2016.

Kevon Grant Looney, född 6 februari 1996 i Milwaukee i Wisconsin, är en amerikansk professionell basketspelare (C/PF) som spelar för New Orleans Pelicans i National Basketball Association (NBA). Han har tidigare spelat för Golden State Warriors.
Looney var med och vinna NBA-mästerskapet, tillsammans med Golden State Warriors, för säsongerna 2016–2017, 2017–2018 och 2021–2022.
Han draftades av Golden State Warriors i första rundan i 2015 års draft som 30:e spelare totalt.
Innan Looney blev proffs studerade han vid University of California, Los Angeles och spelade för deras idrottsförening UCLA Bruins.